# 宇治田原インターチェンジ
宇治田原インターチェンジ（うじたわらインターチェンジ、仮称）は、京都府綴喜郡宇治田原町で事業中の新名神高速道路のインターチェンジである。このインターチェンジから川西インターチェンジまでの区間は大都市近郊区間となる予定。
IC付近で競走馬（サラブレッド）の育成牧場（外厩）である宇治田原優駿ステーブルの用地がかかるが、宇治田原優駿ステーブルの移転先（国道307号茶屋トンネル付近）の造成工事に時間を要し用地取得が遅れたことに加え、IC整備予定地（元・山砂利採取場）の周辺一帯が軟弱地盤であり盛土方法の検討及び施工に大幅な時間を要すること、さらに、切土工事に際して当初想定以上のコンクリート殻などが見つかったこともあり、大津JCT - 城陽IC/JCT間の施工における工程上のネックとなっていて、当初の予定工期から大幅な遅延が生ずる要因となっている。
宇治田原町と城陽市の境界近くに位置し、京都府の都市計画道路宇治田原山手線と接続し付近から城陽市の都市計画道路東部丘陵線が側道になる形で計画されている。

## 歴史
- 2024年 (令和6年) 12月24日：この日行われた大津JCT - 城陽IC/JCT間の工事連絡調整会議の席上、開通見通しが当初の2024年度から少なくとも4年（工程の進捗次第ではさらに1−2年）遅れ、2028年度以降になることが報告される[1][3]。

## 周辺
2026年（令和8年）に自動運転・隊列走行のトラックに対応する物流施設を建設し、日本初のインターチェンジに直結した専用ランプウェイを備える計画が発表されている。

## 接続する道路
- 国道307号
- 京都府道62号宇治木屋線 (都市計画道路宇治田原山手線)[注釈 1]

## 隣
E1A 新名神高速道路
大津JCT （事業中）- 大津SA/新名神大津SIC（事業中） - 宇治田原IC - 城陽SIC（事業中）- 城陽JCT/IC（事業中）